# 中世日本語
中世日本語（ちゅうせいにほんご）とは、中古日本語と近世日本語の間に位置する、日本語の発展における一段階である。この時期に古代から備わっていた特徴の多くは失われ、現在の日本語に近い形となった。おおよそ12世紀から16世紀末の約500年間で、通常は前期と後期に分けられる。政治史で見ると、前期中世日本語は平安時代後期（特に院政期）から鎌倉時代、後期中世日本語は室町時代に相当する。

## 背景
12世紀は貴族による専制政治から武士階級の封建社会への過渡期であった。中世初期には一時、政治の中心が京都から関東（鎌倉幕府）に移ったため、関東方言が中央語（京都方言）に影響を与えることもあった。この時期には仏教の新宗派が数多く興り、その勢力の拡大は識字人口を増やすこととなった。
また16世紀半ばにはポルトガルの宣教者らが日本に到来した。西洋の思想と技術とともに彼らの言語も伝えられ、様々なポルトガル語が外来語としてもたらされることとなった。ポルトガル人宣教師らは彼らの信仰を広めるために日本語を学び、数多くの文法書や辞書を作成し、また文芸作品の翻訳も行っていた。これらは現在、中世日本語研究において非常に貴重な資料となっている。

## 音韻

### 母音体系
母音は以下の5つであった。
- ア列: /a/: [a]
- イ列: /i/: [i]
- ウ列: /u/: [u]
- エ列: /e/: [je] - [e]?
- オ列: /o/: [wo] - [o]?

当初、語頭の「え（/e/）」と「お（/o/）」はそれぞれ半母音の[j]および[w]を伴って実現していた。これは中古日本語から受け継がれた統合の結果であるが、子音の後にこれらが続く場合にどのように発音されたのかはいまだ明らかでなく、更なる議論が待たれるところである。
また、室町時代頃に長音が生まれた。オ列 (o) の長母音には「開音」と「合音」の二種類が存在した。連続母音「あう（au）」は[ɔː]（開音）に、「おう（ou）」「おお（oo）」と「えう（eu）」がそれぞれ[oː]、[joː]（合音）になったと考えられているが、異説もある。
以下に例を示す。
- 「はやう」（早う）： [ɸajau] > [ɸajɔː]
- 「おもう」（思う）: [womou] > [womoː]

### 子音体系
以下に中世日本語における子音の一覧を示す。
|          | 両唇音 | 歯茎音 | 後部歯茎音 | 口蓋垂音 | 軟口蓋音 | 口蓋垂鼻音 |
| -------- | ------ | ------ | ---------- | -------- | -------- | ---------- |
| 破裂音   | p b    | t d    |            |          | k g      |            |
| 破擦音   |        | t͡s d͡z  | t͡ʃ d͡ʒ      |          |          |            |
| 鼻音     | m      | n      |            |          |          |            |
| 摩擦音   | ɸ      | s z    | ɕ ʑ        |          |          |            |
| はじき音 |        |        | ɺ          |          |          |            |
| 接近音   |        |        |            | j        | ɰ        |            |

これらに加え、撥音/N/と促音/Q/、二つの音素が存在した。/N/は「ん」「ン」と表記されるようになり、文節末の/N/は口蓋垂鼻音[ɴ]となるが、破裂音、破擦音、鼻音が後続する場合にはその調音位置へ同化する。一方/Q/は「つ」「ツ」と表記されるが、後続する閉鎖音・摩擦音の複製として機能する。
また、中古日本語においては/kw,gw/のような唇音化した子音も用いられていた。しかし中世日本語期には、i音とe音の前に置かれたこれら唇化子音は、円唇化を伴わない子音と一体化していった。
- /kwi/ > /ki/: 「くゐ」→「き」
- /gwi/ > /gi/: 「ぐゐ」→「ぎ」
- /kwe/ > /ke/: 「くゑ」→「け」
- /gwe/ > /ge/: 「ぐゑ」→「げ」

なお、/ka/と/kwa/（「か」と「くわ」）の違いは依然として残存した。
歯擦音/s, z/は/i/と/e/の前で以下のように口蓋化する。
- /sa, za/（さ、ざ）: [sa, za]
- /si, zi/（し、じ）: [ɕi, ʑi]
- /su, zu/（す、ず）: [su, zu]
- /se, ze/（せ、ぜ）: [ɕe, ʑe]
- /so, zo/（そ、ぞ）: [so, zo]

ジョアン・ロドリゲスは著書『日本大文典』において、関東方言では/se/が[ɕe]でなく[se]と実現されている、と述べている。
/t/と/d/は歯音とは違うが、/i, u/が後続する場合には下記のような破擦音的変化を引き起こす。
- /ti, di/（ち、ぢ）: [tʃi, dʒi]
- /tu, du/（つ、づ）: [tsu, dzu]

音素/s, z/以外の/k, g/、/t, d/、/n/、/h, b/、/p/、/m/ならびに/r/においては口蓋化があったとする説もある。ローランド・ラングは朝鮮版『伊路波』（1492年刊）のエ列音のハングル表記を基にこれを主張している。

#### 四つがな
ダ行音の「ぢ」/di/「づ」/du/が破擦音化した結果、ザ行音の「じ」/zi/「ず」/zu/と混同するようになった。このように「じ-ぢ」「ず-づ」の区別がそれぞれ混乱することを四つがなの混同という。ジョアン・ロドリゲスの『日本大文典』の記述によると当時の京都では既に混乱があったとされているが、キリシタン資料ではおおむね書き分けられている。（詳細は四つ仮名参照）

#### 濁音
有声破裂音および摩擦音においては前鼻音化が生ずるとする説と前の母音が鼻母音になるとする説がある。
- /g/（ガ行）: 例 「はげ」: [ɸange] - [ɸãge]
- /z/（ザ行）: 例 「なぜ」:  [nanze] - [nãze]
- /d/（ダ行）: 例 「まで」:  [mande] - [mãde]
- /b/（バ行）: 例 「なべ」: [nambe] - [nãbe]

これもまたジョアン・ロドリゲス『日本大文典』における所見である。また、朝鮮で作られた教本『捷解新語』では、日本語における/b/、/d/、/z/、/g/の発音をハングル文字でmp、nt、ns、ngkと読むように表記していた。

#### /h/と/p/
文献以前の日本語には[p]音が存在していたと考えられているが、これが上代日本語末期までには既に摩擦音[ɸ]となり、さらに近世日本語において[h]音へと変化して現在に至る。中世日本語には上代までに一旦消えた[p]が再び現れたが、[ɸ]と並立することから[ɸ] （音素/h/としておく）とは異なる、新しく導入された音素/p/として扱われる。「さんぱい」「にっぽん」のような漢語だけでなく、「ぴんぴん」「ぱっと」などの擬態語にも使われる。語頭以外の/h/は平安時代中期に/w/と統合したため、中世には/a/ /o/が後に続くときには[w]音になるが、その他の母音の前では発音されない。よって語頭以外のハ行は下記の通りとなる。
- 「-は」: /wa/: [wa]
- 「-ひ」: /i/: [i]
- 「-ふ」: /u/: [u]
- 「-へ」: /ye/: [je]
- 「-ほ」: /wo/: [wo]

#### 半母音
中古日本語から中世日本語への変化の過程で、/i/ と /wi/の統合、/e/ と /ye/ と /we/ の統合、/o/ と /wo/ の統合が起こったため、ワ行は下記の通りとなる。
- 「わ」: /wa/: [wa]
- 「ゐ」: /i/: [i]
- 「ゑ」: /ye/: [je]
- 「を」: /wo/: [wo]

/w/はワ行のほかには「くわ」/kwa/は残ったが、/kwi/、/kwe/ はそれぞれ /ki/、/ke/ に統合したようである。
/e/と/ye/と/we/の統合は12世紀末までにほぼ完成する。相次ぐ融合により、/e/と/we/および/ye/はすべて[je]に実現し、区別がなくなった。
ヤ行は下記の通りである。
- 「や」: /ya/: [ja]
- 「ゆ」: /yu/: [ju]
- （「江」: /ye/: [je]）[注釈 1]
- 「よ」: /yo/: [jo]

なお参考までにア行は次の通りである。
- 「あ」: /a/: [a]
- 「い」: /i/: [i]
- 「う」: /u/: [u]
- 「え」: /ye/: [je]
- 「お」: /wo/: [wo]

### 音節の構成
従来、音節は開音節（母音、あるいは子音+母音）の形をとっていたので、音節とモーラを区別する必要はなかったのであるが、のちに-m、-n、-tなどの子音で終わる中国由来の外来語が新しくもたらされた。子音+母音+子音という形を取る閉音節も一音節と数えられたが、モーラは以前からの開音節に基づいていた。
-mで終わる音節と-nで終わる音節は当初区別されていたが、中世日本語の中期には両者/N/と同化した。
-tで終わる音節は「チ」「ツ」と表記されるが、キリシタン資料では主に t のみで書かれることから、母音/i/, /u/を伴うものと、[t]のままで実現する場合があったと考えられているが、異説もある。
- Nichiguat（日月）
- Butbat（仏罰）

### 連声
-m、-n、-tで終わる音節のうち、母音または半母音が続くものには連声が起こり、子音が-mm-、-nn-、-tt-のように連音化した。
-m > -mm-の例
- samwi > sammi: さむ+ゐ→さむみ（三位）

-n > -nn-の例
- ten'wau > tennau > [tennoː]: てん+わう→てんなう→てんのう（天皇）
- kwan'on > kwannon: くゎん+おん→くゎんのん（観音）
- kon'ya > konnya （今夜）: こん+や→こんにゃ

-t > -tt-:
- set'in > settin: せつ+いん→せっちん（雪隠）
- konnitwa > konnitta: こんにち+は→こんにった（今日は）
- but'on > button: ぶつ+おん→ぶっとん（仏音、仏恩）

### 音便
音便とは散発的に起こる音変化の一種である。「必然的なものでも、例外なしに起こるものでもなかった」うえ、それらの変化が起こった詳しい原因についてはいまだ論争が続いている。言語生成の比較的早い段階でも現れることから、音便は中世日本語の動詞および形容詞の形態に大きな影響を及ぼした。
動詞における音便の例としては
- yom-（読む）: /yomite/ > /yoNde/（読みて→読んで:[joɴde]）
- kuh-（食う）: /kuhite/ > /kuute/（食ひて→食うて:[kuːte]）: /kuQte/（食って:[kutte]）

などがある。「食う」において起こりうる音便は二通り存在し、前者は西日本、後者は東日本の方言において顕著である。
また形容詞の例としては
- /hayaku/ > /hayau/（はやく→はやう→はよう:[ɸajaku]  > [ɸajau] > [ɸajɔː]）
- /kataki/ > /katai/（かたき→かたい:[katai]）

などがあるが、上記の例はいずれも、語中の音-k-が脱落したものである。

## 文法
古代からの文法の多くが姿を消していき、これにより日本語は現在の形式により近いものとなっていった。
大きな発展の一例として、終止形の代わりに連体形を使用するようになったことが挙げられる。この変化はさらに
- 二段活用の一段化において大きな役割を果たした[25]
- 一連の変化を通じ、二種類あった形容詞の活用が一つに統合されることとなった
- 係り結びの規則が力を失っていった
- 「ある」は変格活用動詞とされていたが、規則的な四段活用動詞へと変化を遂げていった

というように様々な事象へとつながるものである。

### 動詞
中世日本語は中古日本語からの9種類の動詞の活用を全て継承している。
原則カ行の例を表記する（後述の形容詞においても同様）。
| 分類         | 未然形   | 連用形   | 終止形       | 連体形       | 已然形       | 命令形         |
| ------------ | -------- | -------- | ------------ | ------------ | ------------ | -------------- |
| 四段活用     | -か (-a) | -き (-i) | -く (-u)     | -く (-u)     | -け (-e)     | -け (-e)       |
| 上一段活用   | -き (-i) | -き (-i) | -きる (-iru) | -きる (-iru) | -きれ (-ire) | -きよ (-i[yo]) |
| 上二段活用   | -き (-i) | -き (-i) | -く (-u)     | -くる (-uru) | -くれ (-ure) | -きよ (-i[yo]) |
| 下一段活用   | -け (-e) | -け (-e) | -ける (-eru) | -ける (-eru) | -けれ (-ere) | -けよ (-e[yo]) |
| 下二段活用   | -け (-e) | -け (-e) | -く (-u)     | -くる (-uru) | -くれ (-ure) | -けよ (-e[yo]) |
| カ行変格活用 | -こ (-o) | -き (-i) | -く (-u)     | -くる (-uru) | -くれ (-ure) | -こ (-o)       |
| サ行変格活用 | -せ (-e) | -し (-i) | -す (-u)     | -する (-uru) | -すれ (-ure) | -せよ (-e[yo]) |
| ナ行変格活用 | -な (-a) | -に (-i) | -ぬ (-u)     | -ぬる (-uru) | -ぬれ (-ure) | -ね (-e)       |
| ラ行変格活用 | -ら (-a) | -り (-i) | -り (-i)     | -る (-u)     | -れ (-e)     | -れ (-e)       |

しかしこの時代を通して徐々に二段活用の動詞が一段活用へと変化していった。この変遷の過程は近代日本語において完成をみるが、ある面では終止形と連体形が融合した結果引き起こされた変化であるといえよう。

### 形容詞
形容詞には2つの種類がある。通常の形容詞と形容動詞である。
前者は歴史的にさらに2つに分類される。連用形が「-く」で終わるものと「-しく」で終わるものの2種類である。
| 分類     | 未然形  | 連用形          | 終止形          | 連体形      | 已然形  | 命令形  | 付記 |
| -------- | ------- | --------------- | --------------- | ----------- | ------- | ------- | ---- |
| ク活用   |         | -く -う         | -し -き -い     | -き -い     | -けれ   |         | 前期 |
| ク活用   |         | -く -う         | -し -い         | -き -い     | -けれ   |         | 後期 |
| ク活用   | -から   | -かり           |                 | -かる       |         | -かれ   | 前期 |
| ク活用   | -から   | -かり -かっ     |                 | -かる       |         | -かれ   | 後期 |
| シク活用 |         | -しく -しう     | -し -しき -しい | -しき -しい | -しけれ |         | 前期 |
| シク活用 |         | -しく -しう     | -し -しい       | -しき -しい | -しけれ |         | 後期 |
| シク活用 | -しから | -しかり         |                 | -しかる     |         | -しかれ | 前期 |
| シク活用 | -しから | -しかり -しかっ |                 | -しかる     |         | -しかれ | 後期 |

この2つの活用の区別をなくし統一をもたらしたものとして、以下3つの事象が挙げられる。
- 終止形と連体形が融合したこと
- 後期には形容詞の接尾辞「-き」が「-い」へと変化したこと

なお鎌倉時代にはシク活用の終止形に「しし」という形が見られる（「見苦しし」「たのもしし」等）が、一般化はしなかった。
中古日本語から受け継がれた形容動詞の活用の種類は2つある。ナリ活用、タリ活用である。
| 分類     | 未然形 | 連用形    | 終止形    | 連体形              | 已然形 | 命令形 | 付記 |
| -------- | ------ | --------- | --------- | ------------------- | ------ | ------ | ---- |
| ナリ活用 | -なら  | -なり -に | -なり     | -なる -な           | -なれ  |        | 前期 |
| ナリ活用 | -なら  | -に -で   | -な -ぢゃ | -なる -な -ぢゃ -の | -なれ  |        | 後期 |
| タリ活用 | -たら  | -と       | -たり     | -たる               | -たれ  |        |      |

最も顕著な変化として、連体形「-なる」から「-な」への遷移が挙げられる。終止形と連体形の合一が起きたとき、両者いずれもが新しい「-な」という変化形をとった。「-たり」型の形容動詞は古いものとみなされ、以降使用が減少していった。

### 二段活用の一段化
下二段活用・上二段活用の連体形・已然形において、-uru・-ureの語尾が-eru・-ere、-iru・-ireの形になってそれぞれ下一段、上一段と同じような活用形になる史的変化のことを二段活用の一段化という。
- たぶる（taburu）＞たべる（taberu）
- すぐる（suguru）>すぎる（sugiru）

平安末期や鎌倉時代には既に例が見られるが、まだ一般的ではなく、室町時代、江戸時代を経てゆっくりと一般化していった。

### 連体形終止
連体形で文を終止することは、上代日本語にも中古日本語にも会話文を中心に見られるが、室町時代にはほぼ一般化した。中古までの連体形終止には余情・余韻が感じられたが、中世に一般化すると終止形終止の機能と変わりのないものになった。

### 仮定形
已然形は仮定形へと発展を遂げていく。已然形は既に起こっていることを述べる場合（確定条件）に用いられたがこの用法は徐々に衰え、いまだ起きていないことについて述べる仮定条件として使われるようになった。現代日本語の仮定形においてはもはや仮定条件のみが存在し、確定条件は使用されていない。確定条件は「ところ」「ほどに」「あひだ」などの語法で表すようになった。

### 命令形
命令形は古来、接尾辞なし、あるいは接尾辞「-よ」をつけて用いられた。中世日本語においては下二段・カ変・サ変活用の動詞に接尾辞「-い」が用いられるようになった。
- 呉れ+い　（くれい）
- 来+い　（こい）
- 為+い　（せい）

ロドリゲスは『日本大文典』で、「見よ→見ろ」のように、「-よ」が「-ろ」により代用されることもあると指摘している。8世紀の古代日本語、なかでも東日本の方言では古くこのような「-ろ」命令形が用いられていたが、現代日本語においてはもはやこれが標準となっている。

### 係結び
連体形で文末を結ぶ「ぞ・なむ・や・か」の係結びは、連体形終止の一般化と共に意義を失い、形式も混乱していった。已然形で結ぶ「こそ」の係結びも、逆接の接続助詞を伴ったものが増えてきたが、連体形係結びに比べて後代まで残った。現代にも「-こそすれ」「-こそあれ」の形が化石的に残っている。

### 時制・相
時制および相の体系は急激な変化にさらされることとなった。完了を表す「ぬ」「つ」「り」、過去の時制を表す「き」「し」「けり」は廃れていき、代わりに完了相「たり」が一般的な過去時制へと発展していった。これが次第に「た」へと変化し、現代では過去時制の形式となっている。

### 助詞
格助詞「にて」が変化し、新たに「で」が用いられるようになった。
推量を表す助動詞「む」はmu > m > N > ũ と、何度も音声学上の変化を経ている。未然形の語幹の母音と結びつく場合には長母音化を起こすが、その直前に-y-の音が挿入されることがある。

### 候文
中世日本語初期から「候ふ」が丁寧語助動詞として盛んに用いられるようになり、鎌倉時代にはこれを特徴とする書き言葉としても用いられるようになって候文に発展した。候文は書簡、公文書等に近代まで用いられた。